# Helmut Schelsky
Helmut Wilhelm Friedrich Schelsky (* 14. Oktober 1912 in Chemnitz; † 24. Februar 1984 in Münster) war ein deutscher Soziologe. Neben Theodor W. Adorno und René König war er der bekannteste deutsche Vertreter seines Faches in den ersten Jahrzehnten nach dem Zweiten Weltkrieg. Als Initiator empirischer Untersuchungen in ganz verschiedenen Teilbereichen der Soziologie und als Förderer von Nachwuchskräften hatte er besonderen Einfluss auf die Entwicklung des Faches. Anders als Adorno (Frankfurter Schule) und König (Kölner Schule) war Schelsky jedoch nicht schulbildend.
Im Jahr 1929 wurde er Mitglied des Nationalsozialistischen Schülerbundes, 1932 der SA und des Nationalsozialistischen Deutschen Studentenbundes, 1937 trat er in die NSDAP ein. Schelsky erfuhr seine philosophisch-akademische Ausbildung im Nationalsozialismus bei Vertretern der Leipziger Schule der Soziologie. In den letzten Monaten des Zweiten Weltkrieges wurde er auf einen Lehrstuhl für Soziologie an der Reichsuniversität Straßburg berufen, konnte dort aber nicht mehr tätig werden. Nach Kriegsende baute er den Suchdienst des Deutschen Roten Kreuzes auf. Seine akademische Laufbahn setzte er ab 1948 als Professor der neu gegründeten hamburgischen Akademie für Gemeinwirtschaft fort. 1953 wechselte er an die Universität Hamburg, 1960 an die Universität Münster, wo er zugleich Direktor der Sozialforschungsstelle an der Universität Münster in Dortmund war. Ab der zweiten Hälfte der 1960er-Jahre war er maßgeblich an der Gründung der Universität Bielefeld beteiligt. Dort lehrte er ab 1970 an der von ihm etablierten bundesweit einzigen Fakultät für Soziologie. 1973 ließ er sich samt Lehrstuhl an die Juristische Fakultät der Universität Münster zurückversetzen. Nach seiner Emeritierung 1978 war er noch Honorarprofessor für Rechtssoziologie an der Universität Graz.
In den 1950er und 1960er Jahren stand Schelsky der SPD und dem DGB nahe und war mit seinen weit verbreiteten Schriften „Stichwortgeber des Zeitgeistes“. Bekannte, auf ihn zurückgehende Begriffe sind die „skeptische Generation“ und „Nivellierte Mittelstandsgesellschaft“. Ein Taschenbuchbestseller wurde seine Soziologie der Sexualität (1955), in der er sich kritisch mit dem Kinsey-Report, Sexual Behavior in the Human Female, auseinandersetzte und „die homosexuelle Geschlechtsbeziehung“ als „abnormes Sexualverhalten“ bezeichnete. In diesem Sinne plädierte er 1957 als soziologischer Gutachter beim Bundesverfassungsgericht für die Beibehaltung der Strafbarkeit männlichen homosexuellen Verhaltens (§ 175 StGB). Vor dem Hintergrund der 68er-Bewegung entwickelte er sich zum konservativ-zeitdiagnostischen politischen Schriftsteller, der u. a. den „Radikalenerlass“ befürwortete, und bezeichnete sich schließlich als „Anti-Soziologe“. Seine bekannteste Schrift aus dieser Spätphase ist Die Arbeit tun die anderen. Klassenkampf und Priesterherrschaft der Intellektuellen.

## Leben
Helmut Schelsky war Sohn des Zollsekretärs Franz Schelsky und dessen Ehefrau Ida (geborene Sasse). Er verbrachte seine Kindheit im anhaltischen Dorf Frose und besuchte ein Gymnasium in Dessau. In den 1920er-Jahren schloss er sich den Pfadfindern an und machte dort die ersten „entscheidenden Erfahrungen“ außerhalb der Familie. 1929 trat er dem Nationalsozialistischen Schülerbund bei. Die Zugehörigkeit zur Jugendbewegung, die er in ihrer bündischen und politischen Spätphase erlebte, war für ihn laut seinem Schüler Bernhard Schäfers prägend.

### Studium und akademischer Aufstieg im Nationalsozialismus
Nach dem Abitur begann Schelsky im Sommersemester 1931 ein Studium der Kunstgeschichte an der Universität Königsberg. Diese Hochschule hatte er gewählt, weil sie am weitesten von seinem Heimatort entfernt lag. Es blieb allerdings nur bei einem damals so genannten, „Grenzlandsemester“. Schon zum Wintersemester 1931/32 wechselte er Hochschulort und Studienziel. Er schrieb sich an der Universität Leipzig für das Fach Philosophie ein und zeigte sich vom jungen Privatdozenten Arnold Gehlen stark beeindruckt. Der Leipziger Soziologie-Professor Hans Freyer, der 1913 auf dem Hohen Meißner am ersten Freideutschen Jugendtag teilgenommen hatte, wurde im Laufe des Studiums zum väterlichen Freund. Volker Kempf nennt die Vorteile solcher Kontakte: Wer wie Schelsky akademische Berufsziele hatte, der konnte in der Jugendbewegung ein hilfreiches Sprungbrett auf dem Weg zum Ziel erblicken. Im Alter von 19 Jahren trat Schelsky 1932 in die SA ein und wurde Mitglied des Nationalsozialistischen Deutschen Studentenbundes, in dem er bald zum Kreis- und stellvertretenden Gaustudentenführer der NSDAP im Gau Magdeburg-Anhalt aufstieg. Als überzeugter Antikommunist, eine Grundeinstellung, die er lebenslang beibehielt, wurde er 1933 Schulungsleiter der mitteldeutschen Hitlerjugend.
In diesem Jahr publizierte er seinen ersten Text, einen kleinen Beitrag in der Monatsschrift Ständisches Leben. Daraufhin wurde in seiner SD-Akte festgehalten, dass er „Spann’sche Gedankengänge“ vertrete. Der NS-Chefideologe Alfred Rosenberg hatte sich schon 1931 mit Ottmar Spann, dem führenden Theoretiker des Ständestaats (Austrofaschismus), über die ideologische Ausrichtung des Nationalsozialismus überworfen. Mit seiner nächsten Publikation demonstrierte Schelsky dann seine Fähigkeit zur Anpassung an die herrschende Ideologie. In der 1934 erschienenen Schrift Sozialistische Lebenshaltung heißt es, wahrer Sozialismus sei es, „Leute, die für das Volk ihre Leistung nicht erbringen oder es gar schädigen, auszuschalten oder sie sogar zu vernichten.“

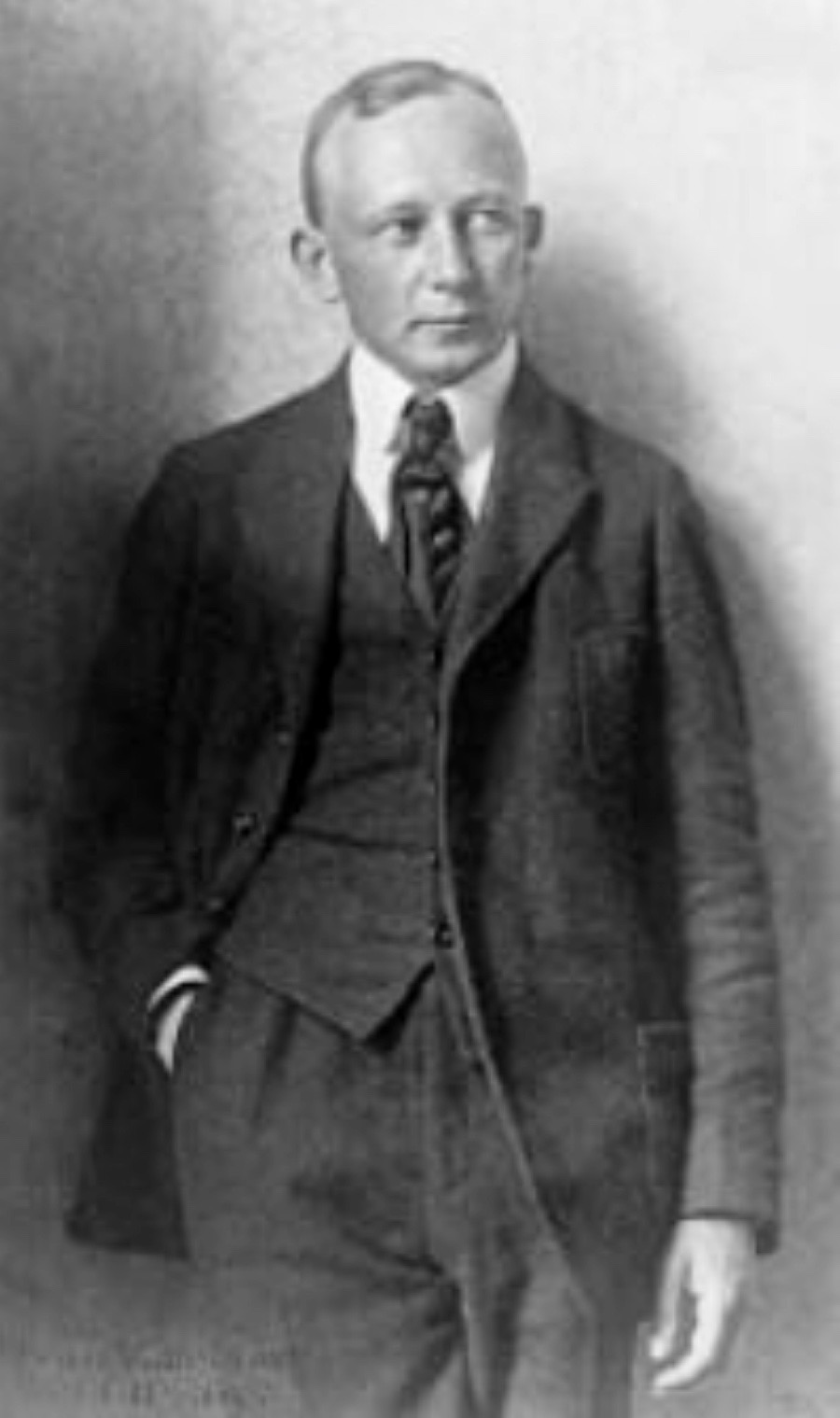
Schelskys akademischer Lehrer und väterlicher Freund: Hans Freyer, hier etwa 1925.

Mit einer Dissertation zum Thema Theorie der Gemeinschaft nach Fichtes ‚Naturrecht‘ von 1796 promovierte Schelsky 1935 an der Universität Leipzig zum Dr. phil. und legte zusätzlich das Staatsexamen für das höhere Lehramt ab. Am 1. Mai 1937 wurde er Mitglied der NSDAP und Lektor im Amt Rosenberg. Seine Mitwirkung an der Erstellung von Lehrplänen und Unterrichtsmaterialien für die Hohe Schule der NSDAP wurde durch ein „vernichtendes“ Gutachten Alfred Baeumlers verhindert. Seine aktenkundige Nähe zur „Spann-Bewegung“, die inzwischen völlig ins Abseits geraten war, und sein aus der Jugendbewegung stammendes Autonomiestreben machten ihn nicht im erwarteten Maß für diese Tätigkeit verlässlich.
1936/37 erhielt Schelsky ein Habilitationsstipendium der Deutschen Forschungsgemeinschaft, 1937 wurde er Assistent Arnold Gehlens an der Leipziger Universität. Im November 1938 folgte er Gehlen an die Universität Königsberg, wo er Anfang 1939 von Gehlen und Gunther Ipsen habilitiert wurde. Titel seiner Habilitationsschrift war Thomas Hobbes – eine politische Lehre. Diese Arbeit war von Hans Freyer und Carl Schmitt angeregt worden, Schelsky veröffentlichte sie erst 1981. Mit seiner Habilitation erhielt er eine sogenannte Doppelvenia für Philosophie und Soziologie.
Dies erfolgte auf Schelskys ausdrücklichen Wunsch, obwohl Soziologie als „jüdische Disziplin“ galt.
Schelsky trat in den 1930er Jahren auch im Rundfunk auf. So berichtete er von seinem Aufenthalt als Austauschstudent in Italien oder über politische Themen.
Seit Beginn des Zweiten Weltkrieges pendelte Schelsky zwischen soldatischen Einsätzen (erst als Gefreiter, dann als Leutnant, schließlich als Oberleutnant) und akademischer Lehre. 1941 war er Assistent Hans Freyers in Budapest (Freyer war gleichzeitig Leiter des dortigen Deutschen Kulturinstituts und Gastprofessor für deutsche Kulturgeschichte an der Eötvös-Loránd-Universität). Zudem hatte Schelsky mehrere Lehrstuhlvertretungen angenommen. 1943 wurde er an die Reichsuniversität Straßburg berufen, konnte die Professur aber nicht antreten, weil er als Infanterist an die Ostfront abkommandiert wurde. 1944 heiratete er Hildegard Brettle, eine Tochter des Oberreichsanwalts am Reichsgericht Emil Brettle. Sie hatten zwei Söhne, einer davon ist Wilhelm Schelsky.

### Wissenschaftliche Karriere in der Bundesrepublik Deutschland
Kurz vor dem Ende des Krieges gelangte Schelsky im Mai 1945 gemeinsam mit seinem Freund Kurt Wagner, den er aus der Leipziger Studienzeit und aus dem Amt Rosenberg kannte, von der zusammengebrochenen Front in Ostpreußen über die Ostsee nach Flensburg, wohin sich die letzte NS-Reichsregierung für die letzten Wochen abgesetzt hatte. Vom Oberkommando der Kriegsmarine im Sonderbereich Mürwik wurden sie beauftragt, sich um die Flüchtlinge aus Ostpreußen zu kümmern. Sie begannen damit, die Ankommenden zu registrieren. In der Großen Straße richteten sie eine Dienststelle ein, die sie als „Deutsches Rotes Kreuz, Flüchtlingshilfswerk, Ermittlungsdienst, Zentrale Suchkartei“ bezeichneten. Das war die Keimzelle des DRK-Suchdienstes. Angebote, Manager im DRK zu werden, schlug er aus. Er wollte die unterbrochene wissenschaftliche Laufbahn wieder aufnehmen. Mit der Veröffentlichung der Schrift Das Freiheitswollen der Völker und die Idee des Planstaats in einem sozialdemokratischen Verlag hatte er bereits 1946 wieder sozialwissenschaftlich publiziert. Nach eineinhalbjähriger Tätigkeit für den Suchdienst zog das Ehepaar Schelsky ins badische Jöhlingen, wo sie im Haus der Großeltern Hildegards wohnen konnten. Dort wurde er von der zuständigen Spruchkammer in die Entnazifizierungskategorie IV („Mitläufer“) eingestuft.
Gemeinsam mit Arnold Gehlen, der eine Unterkunft im schwäbischen Illereichen gefunden hatte, studierte Schelsky ab 1947 in der American Library Karlsruhe die Schlüsselwerke der amerikanischen Sozialwissenschaft. Damit verfügten beide bald über einen großen Informationsvorsprung gegenüber ihren Fachkollegen. Aufgrund dieses enormen und politisch unverdächtigen Wissensvorsprungs (von dem er nach eigenen Angaben noch jahrzehntelang zehren sollte) wurde Schelsky im Herbst 1948 auf einen Lehrstuhl für Soziologie an der neu gegründeten Akademie für Gemeinwirtschaft in Hamburg berufen.

#### Hamburg
Die Akademie für Gemeinwirtschaft war gewerkschaftlich geprägt und band Schelsky in sozialdemokratische Netzwerke ein, zu denen Helmut Schmidt und Karl Schiller gehörten. An der Akademie startete er mehrere Untersuchungen, deren Ergebnisse zur Grundlage seiner späteren Publikationen in den Bereichen Familien-, Jugend- und Betriebssoziologie wurden. So führte er 1949/50 unter Mitarbeit seines Assistenten Gerhard Wurzbacher und gemeinsam mit etwa 120 Studierenden eingehende Befragungen von Flüchtlingsfamilien durch, die das Material für seine erste soziologische Monographie „Wandlungen der deutschen Familie in der Gegenwart“ (1953) wurden.
Im Jahr 1953 wechselte Schelsky an die Universität Hamburg. Der Philosophischen Fakultät (die bei der Berufung anfangs Helmuth Plessner bevorzugt hatte), ging es darum, Anschluss an eine Soziologie zu finden, wie sie international betrieben wurde. Zudem habe diese Soziologie praktische Aufgaben und Forschungen für den Aufbau eines deutschen Gesellschaftslebens zu übernehmen. Laut Karl-Siegbert Rehberg erfüllte Schelsky diese Anforderungen „mit Bravour“ und betonte die Orientierung der Soziologie an empirischer Forschung anstelle aller philosophisch oder ideologischen Rahmungen. Das stimmte mit der damals verbreiteten Auffassung von der Aufgabe des Faches überein, wie sie auch René König vertrat. Schelsky wollte, wie er später schrieb, die Aufgabe der Soziologie darauf reduzieren, zu zeigen, „was sowieso geschieht und gar nicht zu ändern ist.“
Seit 1955 gehörte Schelsky dem Wissenschaftlichen Beirat der Sachbuchreihe Rowohlts deutsche Enzyklopädie an. Im selben Jahr gab er gemeinsam mit Arnold Gehlen das erste deutschsprachige Soziologie-Hand- und Lehrbuch heraus. Die Zusammenstellung der Autoren des Buches zeigt für Paul Nolte das Bemühen der Herausgeber um eine politische Mischung „belasteter“ Autoren und neuer Kräfte. Das Ergebnis war eine Mischung der neuen Methoden mit den kulturgeschichtlichen Perspektiven der älteren deutschen Soziologie. Über die Grundlagen der Soziologie schrieben Gehlen und Carl Jantke, René König präsentierte die Familiensoziologie, Gerhard Mackenroth die Bevölkerungslehre, Elisabeth Pfeil die Soziologie der Großstadt, Herbert Kötter die Agrarsoziologie, Schelsky die Industrie- und Betriebssoziologie. Otto Stammer führte in die Politische Soziologie ein und Karl Heinz Pfeffer schrieb über soziale Systeme im internationalen Vergleich. M. Rainer Lepsius bemerkte rückblickend kritisch, dass im Buch weder Karl Marx noch Max Weber oder Georg Simmel erwähnt wurden.
Zudem schrieb Schelsky den Bestseller Soziologie der Sexualität (1955) und das ebenfalls auflagenstarke Buch Die skeptische Generation (1957), wodurch er zu einem der bekanntesten Soziologen der Bundesrepublik wurde.

#### Münster und Dortmund
1960 wechselte er an die Universität Münster, dort waren bereits sein Leipziger Doktorvater Hans Freyer und sein Königsberger Habilitationsbetreuer Gunther Ipsen als Emeriti tätig. Zum Hochschulwechsel bewog ihn besonders die Aussicht, zusätzlich zur eigentlichen Professur die Leitung der Sozialforschungsstelle an der Universität Münster in Dortmund (SFSD) übernehmen zu können, des damals größten sozialwissenschaftlichen Forschungsinstituts Europas.
Die Sozialforschungsstelle in Dortmund (SFSD) galt in den 1950er-Jahren als Waschanlage für schwer belastete Sozialwissenschaftler aus dem Dritten Reich. Schelsky entließ Gunther Ipsen, bei dem er sich in Königsberg habilitiert hatte, der als „Prototyp des NS-Soziologen“ gilt und seit 1951 Abteilungsleiter an der SFSD gewesen war, stellte aber den ebenfalls ehemaligen „Reichssoziologen“ Karl Heinz Pfeffer als SFDS-Abteilungsleiter ein. Er erweiterte die Sozialforschungsstelle um neue Abteilungen und gewann den damals noch nicht promovierten Niklas Luhmann als Abteilungsleiter. Dieser wurde dann in Münster innerhalb eines Jahres promoviert und habilitiert, für Bernhard Schäfers „sicher einmalig in der deutschen Universitätsgeschichte“.
Seine Münsteraner Antrittsvorlesung baute Schelsky in den folgenden Jahren zu einer umfassenden historischen Soziologie der deutschen Universität aus, die ihren publizistischen Ausdruck im Buch Einsamkeit und Freiheit (1963) fand. Die Forschungen zur universitären Bildung machten den Kultusminister des Landes Nordrhein-Westfalen, Paul Mikat aufmerksam. Er berief Schelsky als Leiter in den Gründungsausschuss für eine neue Hochschule in Ostwestfalen, wobei er mit großer Macht- und Gestaltungsfülle ausgestattet wurde: Schelsky bekam das Recht, die anderen Mitglieder des Ausschusses persönlich zu nominieren, und der Ausschuss hatte sich an Reformkonzepten zu orientieren, die er selbst ausgewählt hatte.
Als sich abzeichnete, dass Bielefeld der neue Hochschulstandort werden würde, gab es Proteste aus Paderborn, die sich gegen Schelsky direkt richteten. Vertreter der Paderborner CDU verbreiteten Kopien seiner Jugendschrift Sozialistische Lebenshaltung aus dem Jahr 1934. Kurz darauf trat Schelsky als Vorsitzender des Gründungsausschusses zurück, revidierte diesen Schritt aber, nachdem sich zahlreiche Personen des öffentlichen und wissenschaftlichen Lebens (darunter Theodor W. Adorno und Ralf Dahrendorf) für einen Verbleib Schelskys ausgesprochen hatten.

#### Bielefeld und wieder Münster
Noch bevor Schelsky als Professor an die neue Universität Bielefeld wechselte, veröffentlichte er 1969 das Buch „Abschied von der Hochschulpolitik oder Die Universität im Fadenkreuz des Versagens“. In den Gremien der neuen Universität war er bald isoliert. Diejenigen Hochschullehrer und Assistenten aus der Sozialforschungsstelle Dortmund, denen er in Bielefeld Anstellungen verschafft hatte, „emanzipierten“ sich, so Bernhard Schäfers, vor dem Hintergrund der 68er-Bewegung „durch Widerspruch“ von ihm. Laut Niklas Luhmann wurden alle wesentlichen Entscheidungen in den Gremien schließlich ohne Schelsky getroffen. Trotzdem war er von 1970 bis 1973 Professor an der von ihm installierten einzigen soziologischen Fakultät einer deutschen Universität. Er verlagerte seine Aktivitäten jedoch auf das Zentrum für interdisziplinäre Forschung (ZiF) im Schloss Rheda, das zur Universität Bielefeld gehört. Diese ebenfalls von ihm gegründete „ambitionierte wie elitäre Institution“ entsprach seiner Vision einer „theoretischen Universität“.
In diese Zeit fiel das bis zu dessen Tod währende Zerwürfnis mit seinem früheren Lehrer und Freund Arnold Gehlen, mit dem er seit Hamburger Tagen gemeinsam mit dem Psychiater Hans Bürger-Prinz ein „nachgerade männerbündlerisches“ Dreigestirn gebildet hatte. Schelsky war von Gehlens Alterswerk Moral und Hypermoral so enttäuscht gewesen, dass er ihm (und Jürgen Habermas, der die Schrift öffentlich kritisiert hatte, nahezu gleichlautend) per Brief sein Unverständnis über Form und Inhalt mitteilte. Das wertete Gehlen als persönlichen Verrat und beendete die fast 40-jährige Freundschaft.

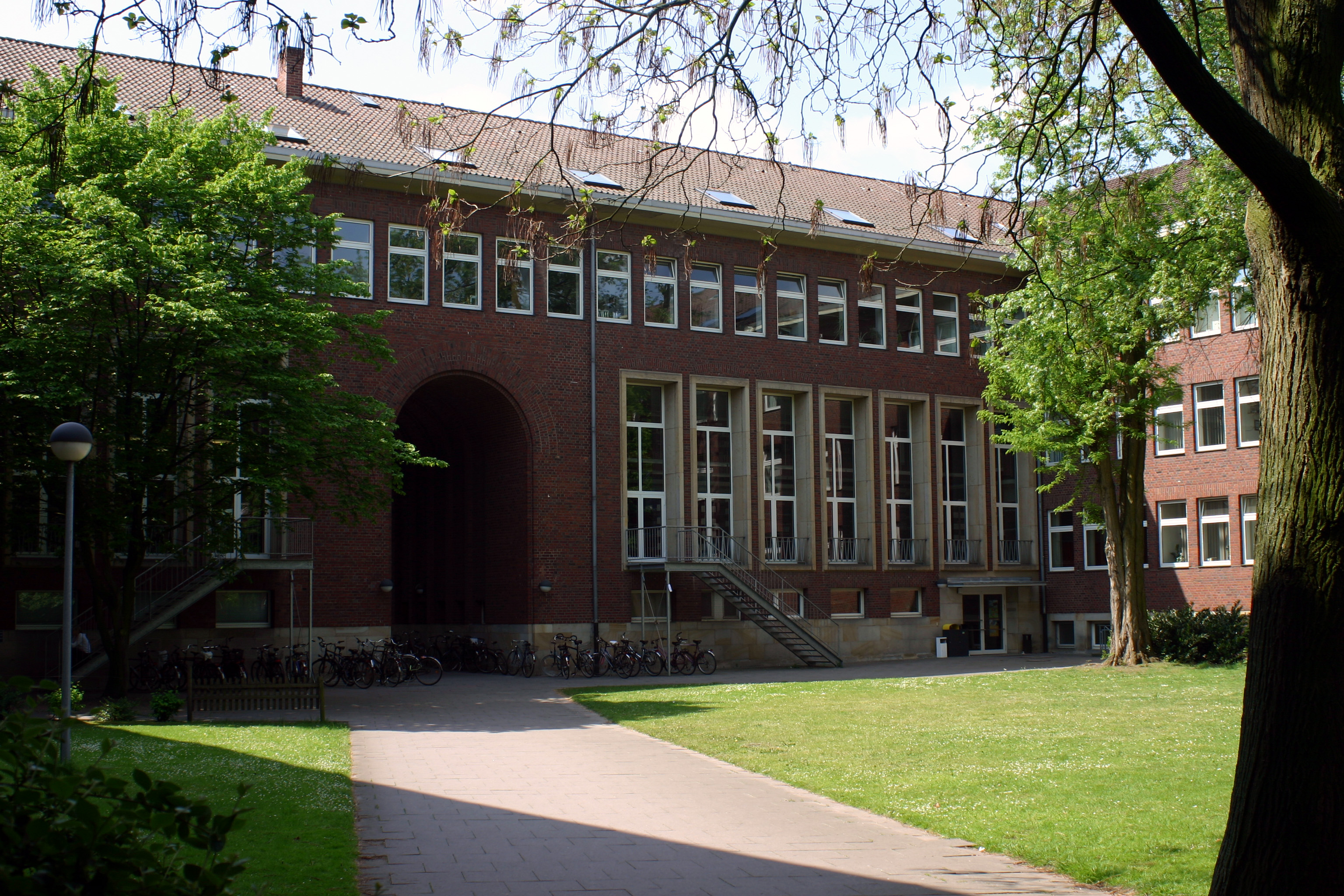
Letzter akademischer Wirkungsort Schelskys in Deutschland, das Juridicum, Hauptsitz der Rechtswissenschaftlichen Fakultät der Universität Münster

Als es auch im ZiF immer mehr Konflikte gab, ließ sich Schelsky 1973, unterstützt vom damaligen nordrhein-westfälischen Wissenschaftsminister Johannes Rau, mit seinem gesamten Lehrstuhl an die Juristische Fakultät der Universität Münster versetzen, ein laut Karl-Siegbert Rehberg bis dahin einmaliger Vorgang in der deutschen Wissenschaftsgeschichte. In Münster lehrte und forschte Schelsky zur Rechtssoziologie und wandte sich zudem publizistisch gegen den neuen Zeitgeist. Die bekannteste der zeitgeistkritischen Schriften ist Die Arbeit tun die anderen. Klassenkampf und Priesterherrschaft der Intellektuellen aus dem Jahr 1975. Im nächsten Buch (1976) wandte er sich gegen eine vermeintlich wohlfahrts- und sozialstaatliche Entmündigung des Menschen.
1973 hatte er als Gastreferent auf einem CSU-Parteitag gesprochen, u. a. zu taktischen Fragen der Wählergewinnung. Er betonte, dass eine angeblich drohende planwirtschaftliche Sozialisierung, wie diese 1972 im Slogan „Freiheit oder Sozialismus“ CDU/CSU 1972 beschworen wurde, nicht im Zentrum ihrer Wahlkampfführung stehen könne. Erst recht könne man gegen die SPD als „Arbeiterpartei“ nicht als „Unternehmerpartei“ auftreten, aber man könne Arbeitern den hohen Wert der Selbstständigkeit in Form der Fähigkeit zur bevormundungsfreien Disposition über die eigenen Belange aufzeigen. Den Unions-Parteien riet er, gegen die Forderung nach mehr Demokratie die nach mehr Freiheit zu setzen, was besonders von Franz Josef Strauß, Hans Filbinger und Alfred Dregger aufgenommen wurde. Erhard Eppler kritisierte im Spiegel Schelskys Forderung ebenso wie ihren Widerhall in der Union: Der Wille zur Demokratie und der Wille zur Freiheit gehörten zusammen; sie gegeneinander auszuspielen bedeute, die Demokratie an der Wurzel zu treffen. Zwei Jahre später bezeichnete Ulrich Lohmar, an der Hamburger Akademie für Gemeinwirtschaft noch Schelskys engster Mitarbeiter und inzwischen Professor für Politikwissenschaft und SPD-Bundestagsabgeordneter, ebenfalls im Spiegel dessen politische Aussagen als „Klassentheorie eines Frustrierten“.
1978 ließ sich Schelsky zum frühestmöglichen Zeitpunkt emeritieren.

#### Rückzug ins österreichische Burgenland
Die Entwicklung Schelskys zu einem „verbitterten Diagnostiker des gesellschaftlichen Verfalls“ machte viele Weggefährten, die einst seine „liberale Offenheit für abweichende Ansichten“ bewundert hatten, ratlos. Der wissenschaftlich-institutionellen Isolation folgte ein privater Rückzug. Schelsky zog in sein Ferienhaus in Stadtschlaining im Burgenland und nahm von dort aus noch eine Honorarprofessur für Rechtssoziologie an der Universität Graz wahr.
Im Burgenland, nahe der österreichisch-ungarischen Grenze, schrieb er weitere kulturkritische Bücher. Unter anderem kritisierte er Ernst Blochs Prinzip Hoffnung. Mit Rückblicke eines »Anti-Soziologen« verabschiedete er sich schließlich endgültig von seiner Fachwissenschaft.
Im Oktober 1983 besuchte Schelsky einen Vortrag seines „späten“ Schülers Volker Gerhardt und erlitt beim Verlassen des Gebäudes einen Armbruch, der einen Klinikaufenthalt notwendig machte. Daraufhin schwanden seine Kräfte zusehends. Er starb am 24. Februar 1984.

## Soziologische Positionen
Schelskys wissenschaftliche Grundposition war, seiner Herkunft aus der Leipziger Schule der Soziologie entsprechend, kultursoziologisch-anthropologisch, wobei die Theorie der Institutionen im Mittelpunkt stand. Nach den Erfahrungen des Suchdienstes bot ihm jedoch das abstrakte philosophische Denken keine Basis mehr. Er erlebte etwas, das er später einen „Realitätsdrall“ nannte. Soziologie wurde für ihn zur „Suche nach der Wirklichkeit“, deren Aufgabe die Erforschung sozialer Tatbestände sei, wobei er auf eine übergreifende Theorie verzichtete. Diese empirische Ausrichtung teilte er im ersten Nachkriegsjahrzehnt mit den anderen Vertretern der „Gründergeneration“ der deutschen Nachkriegssoziologie.

### Theorie der Institutionen
Laut Arnold Gehlen unterliegt das menschliche Verhalten, im Gegensatz zu dem der Tiere, keiner instinktiven Steuerung. Die Herstellung ausreichender Handlungssicherheit obliegt gesellschaftlichen Institutionen. Sie wirken entlastend und schützen den Menschen vor Reizüberflutung. Hier stimmte Schelsky mit seinem Lehrer überein. Beide sahen in einer Theorie der Institutionen den besten Rahmen für empirische Forschungen und die Analyse „geordneten sozialen Wandels“ durch Reformen. Paradigmatisch dafür erschien Schelsky das Recht, die Rechtssoziologie betrachtete er als „angewandte Institutionenkunde“.
Schon 1949 zeigte er am Prinzip der Verfassungen, wie „stabiler Institutionenwandel“ vorstellbar sei, das Recht hat demnach eine flexible Festigkeit. Mit seinem Aufsatz zur Institutionalisierten Dauerreflexion aus dem Jahr 1957 geriet er vollends in inhaltlichen Konflikt zu Gehlen, der in der Dauerreflexion nur Tendenzen des institutionellen Geltungsverlustes sah. Im Gegensatz zu Gehlen, der Institutionen stets vom Zerfall bedroht sah und vermutete, dass ihre Erschütterung unverzüglich auf das stets „chaotisierungsbereite“ menschliche Antriebsleben durchschlage, entwickelte Schelsky eine dynamische Institutionenlehre, nach der sich bestehende Institutionen ändern und neue entstehen können, wenn sie das Spannungsverhältnis zwischen ihrem Geltungsanspruch und dem subjektiven Freiheitsbedürfnis ausbalancieren bzw. selbst in Form einer „Dauerreflexion“ der Institutionen wie z. B. der Religion zu institutionalisieren.
Als Gehlen 1969 das Buch Moral und Hypermoral veröffentlicht hatte, in dem der Geltungsverlust im Zentrum stand, kam es wegen Schelskys Kritik daran zum endgültigen Bruch.

### „Stichwortgeber des Zeitgeistes“
Mit seinen Arbeiten wurde er in den ersten beiden Nachkriegsjahrzehnten zu einem „Stichwortgeber des Zeitgeistes“, seine Bücher lieferten „geradezu Formeln des Selbstverständnisses der westdeutschen Nachkriegsgesellschaft“.
Mit der Studie über „Wandlungen der Familie in der Gegenwart“ wurden Familien untersucht, die durch Flucht, berufliche Deklassierung, Tod eines Elternteils, Ausbombung, Gefangenschaft oder Kriegsversehrtheit des Mannes eine „erzwungene Strukturwandlung“ erfuhren, was für fast die Hälfte der deutschen Bevölkerung galt. Das Ergebnis zeigte die Familie als wesentlichen Stabilitätsfaktor (die wichtigste Institution) in einer Zeit katastrophaler Umbrüche. Eine These der Untersuchung besagt, dass der Problemdruck eine größere Versachlichung, „Entinnerlichung und Entkultivierung“, vermutlich auch eine „Enterotisierung“ von Familie erzeugte. Stattdessen rückten gesteigerte Ansprüche an den Solidaritätszusammenhang und den sozialen Selbstbehauptungs- und Durchsetzungswillen der Familienmitglieder in den Mittelpunkt. Außerdem wurde eine zunehmende Bedeutung der im Krieg selbstständiger gewordenen Frauen registriert.
Eine ähnliche Tendenz hatte Schelskys bekanntestes Buch „Die skeptische Generation“, das auf vielen, seit 1947 von Soziologen durchgeführten Jugenduntersuchungen beruhte. Dabei wurde Jugend nicht als Subkultur verstanden, sondern als bloßer Übergang zwischen Kindheit und Erwachsenensein. Der Buchtitel illustriert die politischen Optionen der enttäuschten und mit dem Wiederaufbau beschäftigten Angehörigen der jungen Generation, die noch als junge Soldaten oder als Flakhelfer im Krieg eingesetzt worden waren oder ehemalige Mitglieder der Hitlerjugend waren. Sie hatten den Systemzusammenbruch nicht selten als „Weltbild-Katastrophe“ erlebt. Diese Nachkriegsjugend wird im Buch als kritischer, skeptischer, misstrauischer, glaubens- und illusionsloser als alle Jugendgenerationen vorher beschrieben. Sie sei ohne Pathos, Programm und Parolen. Da Schelsky jedoch den Anspruch erhob, dass sein Untersuchungsobjekt nur die deutsche Ausgabe einer Generation darstelle, die überall in der industriellen Gesellschaft herangewachsen sei, relativierte er zugleich die Bedeutung des spezifisch deutschen historischen Hintergrunds. Melvin Lasky merkte zu dem Buch an, Schelsky sei “temperamentally very much like his protagonists”; “he seems to be happy with them, and they are very happy with themselves”. Das Buch sei “a triumph of post-war Adjustment”.
Diese Untersuchungen Schelskys erzeugten das Bild einer Gesellschaft, in der Ideologien nur noch von Organisationen gepflegt werden, Klassenkampf-Vorstellungen zum Beispiel nur noch durch kommunistische Organisationen, die Gewerkschaften und Teile der SPD. Er entwickelte die These, dass die westdeutsche Gesellschaft eindeutig, tendenziell aber alle Industriegesellschaften, „entschichtet“ sei und damit ein politisch integriertes Sozialgefüge (in der historischen Nachfolge der Klassengesellschaft) seien. Es habe sich ein „kleinbürgerlich-mittelständischer Lebenszuschnitt“ entwickelt, eine „nivellierte Mittelstandsgesellschaft“. In der seien Klassen- und Schichtbegriffe unpassend geworden. Besonders die Massenproduktion von Konsummitteln sowie Komfort- und Unterhaltungsgütern hätten die Überwindung des Klassenzustandes der industriellen Gesellschaft begründet.
Während der Schaffensphase, in der diese Arbeiten entstanden, war Schelsky nicht nur „Stichwortgeber“, sondern auch gefragter Ratgeber. Während der Adenauer-Ära beriet er die Gewerkschaften und die SPD und wurde gleichwohl in den wissenschaftlichen Beirat des CDU-geführten Familienministeriums berufen.

### Intellektuellenkritik und „Anti-Soziologie“
Schon 1959, in Ortsbestimmung der deutschen Soziologie, deutet Schelsky seine Kritik an der Soziologie an und skizziert einen Gegenentwurf. Die als Spalt- und Abspaltungsprodukt aus Ökonomie und Philosophie entstandene Soziologie sei nach amerikanischem Vorbild zur Funktionswissenschaft geworden. Gleichwohl erfülle sie als „Kulturanalyse“ und „Zeitkritik“ weiterhin sozialphilosophische Deutungsaufgaben, das sei aber zu Dilettantismus und Provinzialität verkommen. In der „nachideologischen Epoche“ seien auch die „Ohnmacht des Menschen“ und die „Freiheit des Menschen von der Gesellschaft“ in den Blick zu nehmen. Dazu sei eine „transzendentale Theorie der Gesellschaft“ notwendig. An der Entwicklung einer solchen von ihm geforderten Theorie beteiligte sich Schelsky dann jedoch nicht.
Gegen eine Soziologie, die eine Führungsrolle für den „Zeitgeist“ der 68er-Bewegung eingenommen habe und zur „Schlüsselwissenschaft“ des 20. Jahrhunderts geworden sei, vergleichbar der Rolle der Geschichtswissenschaft im 19. Jahrhundert, formulierte Schelsky die Kampfschrift Die Arbeit tun die anderen. Klassenkampf und Priesterherrschaft der Intellektuellen. In einer Rezension bezeichnete Ralf Dahrendorf Schelsky deshalb als „Ideologe(n) der Neuen Rechten“.
Die Kritik an seiner Fachwissenschaft spitzte Schelsky auf eine „Anti-Soziologie“ zu, deren Aufgabe es sei, die Soziologie als „Bewußtseinsführungswissenschaft“ mit den Mitteln soziologischer Argumentation in Frage zu stellen. Er diagnostizierte „verhängnisvolle“ „Re-Ideologisierungstendenzen“ des Faches am Beispiel der „Friedensforschung als Heilslehre“, der Konfliktsoziologie, der Bildungsplanung und einer „politisierten Theologie“. Er wollte Ernst Blochs „Prinzip Hoffnung“, durch ein anti-utopisches „Prinzip Erfahrung“ ersetzen. Im Buch Funktionäre. Gefährden sie das Gemeinwohl?, das 1982 in vier Auflagen erschien, schrieb er, es sei überlegenswert, nicht nur extreme Rassen- und Kriegshetze verfolgbar zu halten, sondern auch „Hetze zum Klassenkampf, besonders, wenn sie mit Androhung gegen den sozialen Frieden oder gar mit Gewalt verbunden ist“.
Viele Kritiker deuteten diese Wende im Soziologieverständnis Schelskys so, dass er nach seinem vitalen und erfolgreichen Engagement für die junge Wissenschaft in den 1950er und 1960er Jahren die zum großen Teil von ihm selbst gerufenen Geister nicht mehr habe bändigen können; ihm sei das ganze zu links und er selbst deshalb zum Anti-Soziologen geworden. Diese Deutung hält sein Schüler Janpeter Kob für verkürzt. Kob meinte, dass Schelskys Soziologieverständnis durchaus im Einklang mit sich selbst war. Nur seien zwei immer dagewesene Aspekte stärker in den Vordergrund gerückt: die transzendentalen vorwissenschaftlichen Voraussetzungen der Soziologie und ihre transwissenschaftlichen praktischen Wirkungen. Christian Graf von Krockow wies in puncto „politischer Gefährlichkeit des Intellektualismus“ auf eine „verblüffende Kontinuität“ zwischen Schelskys zeitgeistkritischen Publikationen und seiner Habilitationsschrift über Thomas Hobbes aus dem Jahr 1940 hin.

## Rolle in der deutschen Nachkriegssoziologie
Schelskys Bedeutung für die bundesrepublikanische Soziologie war ambivalent. Als Impulsgeber empirischer Untersuchungen und Förderer von Nachwuchskräften war er einflussreich aber, im Gegensatz zu Adorno und König, nicht im engeren Sinne schulbildend, da sein Werk zu heterogen und breit gestreut war. Gerade dadurch wirkte er jedoch in einer Phase, in der die Sozialwissenschaften noch wenig ausdifferenziert waren, in viele Teildisziplinen sowie in die Rechtswissenschaft und Politik hinein. „Wissenschaftspolitisch“, so Karl-Siegbert Rehberg, ist er „demgegenüber auf die Seite der Verlierer geraten“.

### Verhältnis zur Soziologie im Nationalsozialismus
Schelsky war Mitglied der 1946 wiedergegründeten Deutschen Gesellschaft für Soziologie (DGS). 1949 wurde auf Betreiben der UNESCO und unter Mitwirkung von René König die International Sociological Association (ISA) gegründet, der die DGS als Mitgliedsorganisation beitrat. Gegen die damit erfolgte angebliche Amerikanisierung der DGS wurde seitens ehemaliger „Reichsoziologen“ Widerspruch formuliert, der sich einem Wort Gunther Ipsens zufolge bald zum „Bürgerkrieg in der Soziologie“ ausweitete. Die Kritiker der sogenannten „UNESCO-Soziologie“ gründeten 1951 eine deutsche Sektion des traditionsreichen, vom italienischen Ex-Faschisten Corrado Gini neu etablierten Internationalen Instituts für Soziologie (IIS). Vorsitzender der deutschen Sektion wurde Hans Freyer. Weitere Mitglieder der deutschen IIS-Sektion wurden unter anderen Ipsen, Wilhelm Brepohl, Arnold Gehlen und Karl Valentin Müller. Laut Stefan Kühl war das IIS die „organisatorische Rückzugsbasis“ für deutsche Soziologen, „die wegen ihres Engagements für den Nationalsozialismus bei vielen ihrer Kollegen diskreditiert waren.“ Es kam zum offenen Konflikt, als 1957 bekannt wurde, dass das IIS seinen 18. Internationalen Soziologenkongress 1958 in Nürnberg veranstalten wollte und dieses Vorhaben in deutlicher Frontstellung gegen die DGS betrieben wurde. Schelsky hatte zwar vorsichtig zwischen beiden Organisationen laviert und war der deutschen IIS-Sektion nicht beigetreten. Aber er hatte an deren Gründungsversammlung teilgenommen. Durch die Loyalität zur Gruppe der „Aufständischen von rechts“ verlor er die notwendige Unterstützung dafür, wie eigentlich vorgesehen, DGS-Vorsitzender zu werden. Seinen Beitrag für den 14. Soziologentag in Berlin 1959 zog er daraufhin zurück und machte daraus das kontroverse Buch „Ortsbestimmung der deutschen Soziologie“.
In der „Ortsbestimmung“ widersprach Schelsky der in den Nachkriegsjahrzehnten verbreiteten Einschätzung, die deutsche Soziologie sei „um 1933 brutal zum völligen Stillstand gebracht“ worden. Er behauptete, die deutsche Soziologie sei schon vor 1933 an ihrem Ende gewesen: „Die Melodien waren durchgespielt, die Fronten im Erstarren.“ In der darauf folgenden Kontroverse vertrat René König unter Verweis auf die Arbeiten von Karl Mannheim und Theodor Geiger vehement die These, dass die deutsche Soziologie nach einer Stagnation 1928 eine Welle der Erneuerung erlebt habe, die dann 1933 gebrochen worden sei.
Schelsky verschwieg seine Vergangenheit nicht. Dem „studentischen Diskussionsbedarf“ Ende der 1960er-Jahre stellte er sich zunächst mit großer Offenheit. Und in seiner Auseinandersetzung mit der „Hoffnung Blochs“ verwies er selbstkritisch auf seine frühere NS-Begeisterung, „auch um im Spiegel dieser Selbstkritik seine Warnung vor der Anfälligkeit für andere totalitäre Bewegungen und Ideologien – diesmal von links – besonders glaubwürdig erscheinen zu lassen.“ Eine kritische Auseinandersetzung mit der Rolle der empirischen Soziologie unter der NS-Herrschaft leistete er nicht. Seine politischen Aktivitäten während des „Dritten Reichs“ stellte er als Jugendsünden dar.

### Förderung von Nachwuchssoziologen
Bis 1970 setzte Schelsky siebzehn Habilitationen durch und betreute über 100 Promotionen. Zu seinen Habilitanden, die später Lehrstuhlinhaber wurden, gehörten so unterschiedliche Soziologen wie Lars Clausen (Universität Kiel), Friedrich Jonas (Universität Mainz), Franz-Xaver Kaufmann (Universität Bielefeld), Janpeter Kob (Universität Hamburg), der später DKP-nahe Hans Jürgen Krysmanski (Universität Münster), Hans Linde (der bereits im Nationalsozialismus als Agrarsoziologe tätig gewesen war und von 1962 bis 1981 an der Technischen Hochschule Karlsruhe lehrte), Niklas Luhmann (Universität Bielefeld), Rainer Mackensen (Technische Universität Berlin) und Helge Peters (später Vertreter der Kritischen Kriminologie, Universität Oldenburg), Hanns-Albert Steger (Friedrich-Alexander-Universität Erlangen-Nürnberg). In seinem Nachruf auf Schelsky schrieb Dahrendorf: „Er hat viele unterstützt, die seine Meinungen nicht teilten, und dabei die Großzügigkeit seines Herzens gezeigt.“
Ob von einer „Schelsky-Schule“ im engeren Sinne gesprochen werden kann, ist umstritten. Zwar hatte er nach Aussagen von Zeitgenossen das Charisma eines Schuloberhaupts, doch fehlt es an einer stärkeren Rezeption und öffentlichen Vertretung seiner Leitideen durch eine Schülerschaft. Daher sprechen einige Soziologie-Historiker nicht von einer Schule, sondern von einem „Schelsky-Kreis“.

## Ehrungen
- 1961: Ehrenmitglied der Lateinamerikanischen Gesellschaft für Soziologie[84]
- 1968: Ehrendoktor der Nationalen Universität Córdoba, Argentinien[84]
- 1968: Ehrendoktor der Universität Pernambuco, Recife, Brasilien[84]
- 1973: Großes Bundesverdienstkreuz[85]
- 1977: Konrad-Adenauer-Preis der Deutschland-Stiftung für Wissenschaft[84]
- 1983: Ehrensenator der Universität Bielefeld[86]

## Schriften (Auswahl)
Chronologisch nach Ersterscheinungsjahr sortiert:
- Deutsche Austauschstudenten in Italien. In: Student im Kampf. Band 16, 1933, S. 10–13.[87]
- Sozialistische Lebenshaltung. Eichblatt/Max Zedler, Leipzig 1934.
- Theorie der Gemeinschaft nach Fichtes „Naturrecht“ von 1796. Junker u. Dünnhaupt, Berlin 1935 (zugleich Dissertationsschrift, Universität Leipzig 1935).
- Schellings Philosophie des Willens und der Existenz, in: Christliche Metaphysik und das Schicksal des modernen Bewusstseins, Verlag S. Hirzel, Leipzig 1937. Ein weiterer Beitrag stammt von Gotthard Günther.
- Thomas Hobbes. Eine politische Lehre. Duncker und Humblot, Berlin 1981, ISBN 978-3-428-05012-3 (vorher nicht veröffentlichte Habilitationsschrift, Universität Königsberg, 1940).
- Das Freiheitswollen der Völker und die Idee des Planstaats. Volk & Zeit, Karlsruhe 1946.
- Wandlungen der deutschen Familie in der Gegenwart. Darstellung und Deutung einer empirisch-soziologischen Tatbestandsaufnahme. 5., unveränderte Auflage, Enke, Stuttgart 1967 (Erste Auflage: Ardey Verlag, Dortmund 1953).
- Soziologie der Sexualität. Über die Beziehungen zwischen Geschlecht, Moral und Gesellschaft. Neuauflage (rowohlt repertoire), Rowohlt, Reinbek bei Hamburg 2017, ISBN 978-3-688-10479-6 (21. Auflage, Reinbek bei Hamburg 1983, ISBN 978-3-499-55002-7; erste Ausgabe: Rowohlt, Hamburg 1955).
- Als Herausgeber mit Arnold Gehlen: Soziologie. Ein Lehr- und Handbuch zur modernen Gesellschaftskunde. 8. Auflage, Diederichs, Düsseldorf/Köln 1971 (erste Ausgabe: Diederichs, Düsseldorf/Köln 1955).
- Die skeptische Generation. Eine Soziologie der deutschen Jugend. Ullstein, Frankfurt/Berlin/Wien 1975, ISBN 978-3-548-03184-2 (Erste von mehreren Ausgaben: Diederichs, Düsseldorf/Köln 1957).
- Ortsbestimmung der deutschen Soziologie. 3. Auflage, Diederichs, Düsseldorf/Köln 1967 (Erste Auflage: Diederichs, Düsseldorf/Köln 1959).
- Einsamkeit und Freiheit. Idee und Gestalt der deutschen Universität und ihrer Reformen. 2., um einen „Nachtrag 1970“ erweiterte Auflage, Bertelsmann-Universitätsverlag, Düsseldorf 1971, ISBN 978-3-571-09167-7 (erste Ausgabe: Rowohlt (rowohlts deutsche enzyklopädie, Band 171/172), Reinbek bei Hamburg 1963).
- Auf der Suche nach Wirklichkeit. Gesammelte Aufsätze. Diederichs, Düsseldorf/Köln 1965.
- Abschied von der Hochschulpolitik oder Die Universität im Fadenkreuz des Versagens. Bertelsmann-Universitätsverlag, Bielefeld 1969.
- Die Arbeit tun die anderen. Klassenkampf und Priesterherrschaft der Intellektuellen. Ungekürzte Ausgabe, dtv, München 1977, ISBN 978-3-423-01276-8 (erste Ausgabe: Westdeutscher Verlag, Opladen 1975, ISBN 978-3-531-11300-5).
- Der selbständige und der betreute Mensch. Politische Schriften und Kommentare. Ungekürzte Ausgabe, Ullstein, Frankfurt am Main/Berlin/Wien 1978, ISBN 978-3-548-03527-7 (erste Ausgabe: Seewald, Stuttgart 1976). ISBN 978-3-512-00439-1.
- Die Hoffnung Blochs. Kritik der marxistischen Existenzphilosophie eines Jugendbewegten. Klett-Cotta, Stuttgart 1979, ISBN 978-3-12-911730-9.
- Die Soziologen und das Recht. Abhandlungen und Vorträge zur Soziologie von Recht, Institution und Planung. Westdeutscher Verlag, Opladen 1980, ISBN 978-3-531-11526-9.
- Rückblicke eines »Anti-Soziologen«. Westdeutscher Verlag, Opladen 1981, ISBN 978-3-531-11534-4.
- Funktionäre. Gefährden sie das Gemeinwohl?, 4. Auflage, Seewald, Stuttgart-Degerloch 1982, ISBN 978-3-512-00652-4 (erste Auflage im selben Verlag und im selben Jahr).
- Politik und Publizität. Seewald, Stuttgart-Degerloch 1983, ISBN 978-3-512-00679-1.